# Skarpabborrtjärnarna (Orsa socken, Dalarna)
Skarpabborrtjärnarna är en sjö i Orsa kommun i Dalarna och ingår i Dalälvens huvudavrinningsområde. Sjön har en area på 0,051 kvadratkilometer och ligger 491 meter över havet.

## Delavrinningsområde
Skarpabborrtjärnarna ingår i det delavrinningsområde (683178-143683) som SMHI kallar för Mynnar i Orsälven. Medelhöjden är 527 meter över havet och ytan är 15,28 kvadratkilometer. Det finns inga avrinningsområden uppströms utan avrinningsområdet är högsta punkten. Svartbäcken som avvattnar avrinningsområdet har biflödesordning 3, vilket innebär att vattnet flödar genom totalt 3 vattendrag innan det når havet efter 437 kilometer. Avrinningsområdet består mestadels av skog (88 procent). Avrinningsområdet har 0,02 kvadratkilometer vattenytor vilket ger det en sjöprocent på 0,2 procent.